# Kanye West
Kanye Omari West (pronunciación en inglés: /ˈkɑːnjeɪ/; legalmente Ye West  —pronunciación en inglés: /jeɪ/—;Atlanta, Georgia, 8 de junio de 1977) es un rapero, cantante y empresario estadounidense.
Nacido en Atlanta y criado en Chicago, West ganó popularidad a principios de los años 2000 como productor para la discográfica Roc-A-Fella Records, produciendo varios sencillos exitosos para artistas populares de esa época. A pesar de alcanzar prestigio por sus producciones, West quería perseguir una carrera como un rapero y un artista en solitario. Tras haber sido rechazado por varias discográficas, West acabó firmando con Roc-A-Fella o Roc-A-Fella lo contrató para producir un álbum. Luego de haber sufrido un accidente de coche casi fatal en 2002, West lanzó su álbum de estudio debut The College Dropout (2004), que obtuvo el reconocimiento de la crítica y del público por representar un soplo de aire fresco frente a la bling-bling era del gangsta rap, gracias a su estilo musical basado en sampleos acelerados de canciones clásicas de soul y sus líricas acerca de la familia, la educación superior, la cristiandad y las problemáticas de la clase media. Su secuela, Late Registration (2005), estableció a West como uno de los artistas más codiciados e importantes de la escena musical, marcando su primer número uno, y la tercera y última entrega de su trilogía, Graduation (2007), mostró a West  inclinándose más hacia el pop o apostando más por el pop y el electro-dance, obteniendo su lanzamiento más exitoso a nivel comercial hasta ese momento. Luego de un periodo tumultuoso en su vida privada que involucró el fallecimiento de su madre y la separación con su prometida, West lanzó 808s & Heartbreak (2008), donde la utilización del Auto-Tune y su paleta musical se volvería extremadamente influyente.
Tras su incidente en los MTV Video Music Awards con Taylor Swift en 2009, West se auto-exilió en Hawái, donde empezaría a trabajar en la moda y produciría su quinto álbum de estudio, My Beautiful Dark Twisted Fantasy (2010), que marcó su retorno al rap y la aclamación multitudinaria de la crítica y el público por sus estilos maximalistas, su amplia lista de colaboradores y sus temáticas acerca de la fama y su vida personal. A partir del lanzamiento del álbum colaborativo Watch the Throne (2011) con Jay-Z, West empezaría a experimentar con el lanzamiento de sus álbumes Yeezus (2013) y The Life of Pablo (2016), que incluirían géneros como hip-hop industrial, gospel y rap progresivo. Por el controversial y caótico tour de The Life of Pablo, West terminó internado por sufrir una crisis nerviosa y la agravación de su salud mental. Regresó en 2018 con las sesiones de Wyoming, en las que produjo cinco álbumes de estudio, incluyendo sus lanzamientos personales ye y el álbum colaborativo Kids See Ghosts (junto con Kid Cudi). Durante estos años, West empezaría a enfrentarse con el escrutinio constante de los tabloides por sus opiniones controversiales acerca de la esclavitud y el racismo, que provocarían que se volcara al catolicismo cristiano con el lanzamiento de su álbum de góspel Jesus is King (2019) y la formación de su grupo de gospel Sunday Service Choir. Entre 2021 y 2024, West lanzó los controversiales álbumes Donda y Vultures 1, a la par que fue ampliamente condenado por el público después de hacer una serie de declaraciones antisemitas, entre ellas elogiar a Adolf Hitler y negar el Holocausto, perdiendo muchos patrocinadores y asociaciones (incluidas sus colaboraciones con Adidas, Gap y Balenciaga).
Las opiniones abiertas de West y su vida fuera de la música han recibido una atención significativa de los medios. Ha sido una fuente frecuente de controversia por su conducta en los premios, en las redes sociales y en otros entornos públicos, así como por sus comentarios sobre la industria musical y la moda, la política estadounidense y la raza. En 2020, dirigió una campaña presidencial independiente que abogó por una ética de vida consistente. West es un cristiano practicante y sus puntos de vista religiosos, así como su matrimonio con la personalidad de televisión Kim Kardashian, han sido una fuente de atención sustancial de los medios. Como diseñador de moda, ha colaborado con Nike, Louis Vuitton y APC tanto en ropa como en calzado, y ha dado lugar de manera más destacada a la colaboración de Yeezy con adidas a partir de 2013. Es el fundador y jefe de la compañía de contenido creativo DONDA.
Es uno de los artistas musicales más exitosos de todos los tiempos, con más de 100 millones de discos vendidos en todo el mundo. Ha ganado un total de 24 premios Grammy, lo que lo convierte en uno de los artistas más premiados de todos los tiempos. Cinco de sus álbumes han sido incluidos y clasificados en la actualización del año 2020 en la lista de "Los 500 mejores álbumes de todos los tiempos" según la revista Rolling Stone y está empatado con Bob Dylan por la mayoría de los álbumes que encabezan la encuesta anual de crítica de Pazz & Jop con cuatro en total. La revista Time lo nombró una de las 100 personas más influyentes del mundo en 2005 y 2015.

## Primeros años
La mayoría de fuentes biográficas y referencias declaran que West nació el 8 de junio de 1977 en Atlanta, Georgia, a pesar de que algunas fuentes citan que su lugar de nacimiento es en realidad Douglasville, un pequeño pueblo de Atlanta. Luego de que sus padres se divorciaran cuando tenía tres años, se mudó junto a su madre a Chicago, Illinois. Su padre, Ray West, fue miembro de las Panteras Negras durante los 60 y 70, y fue uno de los primeros periodistas fotográficos de tez negra en trabajar para el periódico The Atlanta Journal-Constitution. Ray luego se convirtió en un consejero cristiano, y en 2006 abrió la cafetería y aguatería Good Water Store and Café en el pueblo de Lexington Park con el capital inicial de su hijo. La madre de West, la Dr. Donda C. West, era una profesora de inglés en la Universidad de Clark Atalanta, y ministra del Departamento de Inglés en la Universidad Estatal de Chicago, antes de volverse su mánager. West fue criado en un ambiente de clase media, atendiendo la Escuela Polaris para la educación individual en el suburbio de Oak Lawn, Illinois, después de vivir en Chicago. Con diez años, West se mudó con su madre a Nankín, China, donde ella estaba enseñando para la Universidad de Nankín como parte de un programa de intercambio. Según su madre, West era el único estudiante extranjero de su clase, pero se adaptó bien y captó rápido el lenguaje, a pesar de que se olvidó de la mayor parte después. Cuando le preguntaron sobre sus notas en el secundario, West respondió "Sacaba solo As y Bs, y ni siquiera estoy alardeando".
West demostró tener afinidad por el arte a una edad temprana; con solo cinco años empezó a escribir poesía. Su madre recordó después que se dio cuenta de la pasión de West por el dibujo y la música cuando él estaba en tercer grado. West empezó a rapear en tercer grado y empezó a armar composiciones musicales en séptimo grado, a veces vendiéndolas a otros artistas. Con trece años, West escribió una canción llamada "Green Eggs and Ham" (el título de un exitoso libro infantil de Dr. Seuss) y convenció a su madre de que pagara el tiempo en un estudio de grabación. Acompañándolo al estudio y a pesar de descubrir que era un "pequeña base" donde un micrófono colgaba del techo por un cable para colgar ropa, la madre de West lo apoyó y motivó a pesar de todo. West cruzó caminos con el productor/DJ No I.D., con quien estableció una fuerte amistad. No I.D se convirtió en un mentor para West, y fue gracias a él que aprendió a usar samples y programar beats cuando recibió su primer sampler con 15 años. Después de graduarse de la secundaria, West recibió una beca para atender la Academia Estadounidense de Arte de Chicago en 1997, y empezó a tomar clases de pintura; poco tiempo después, se cambió a la Universidad Estatal de Chicago para estudiar Inglés. Pronto se dio cuenta de que su apretada agenda de clases era perjudicial para su trabajo musical, por lo que con 20 años abandonó la universidad para perseguir su sueño musical. Esto decepcionó enormemente a su madre, quien encima era profesora en esa universidad. Ella luego comentaría: "Toda mi vida se me ha metido a la cabeza que la universidad es el boleto hacia una buena vida... pero algunas metas profesionales no requieren la universidad. Para Kanye, hacer un álbum llamado College Dropout se trataba más de tener las agallas para abrazar quién eres, en lugar de seguir el camino que la sociedad te ha marcado para tí."

## Carrera musical

### 1996-2002: primeros trabajos y Roc-A-Fella Records
Kanye West empezó su carrera musical a mediados de los 1990, creando beats primordialmente para artistas locales, finalmente desarrollando un estilo particular que involucraban vocales aceleradas con samples de canciones clásicas de soul. Sus primeros créditos oficiales como productor ocurrieron cuando tenía diecinueve años y produjo ocho canciones para Down to Earth, el álbum de debut de Grav, un rapero de Chicago. Por un tiempo, West se mantuvo como un productor fantasma de Deric “D-Dot” Angelettie. Debido a su asociación con D-Dot, West no pudo publicar un álbum en solitario, por lo que formó un grupo de rap de Chicago llamado The Go-Getters a finales de la década de 1990, del cual fue tanto productor como miembro, el grupo estaba conformado por GLC, Timmy G, Really Doe, Arrowstar y él mismo. Su grupo fue gestionado por John “Monopoly” Johnson, Don Crowley, y Happy Lewis bajo la empresa de gestión Hustle Period. Después de numerosos photo shoots promocionales y algunas apariciones en radio, The Go-Getters publicaron su primer y único álbum de estudio, World Record Holders en 1999. El álbum incorporó a otros raperos de Chicago como Rhymefest, Mikkey Halsted, Miss Criss y Shayla G. Mientras tanto, la producción fue controlada por West, Arrowstar, Boogz y Brian “All Day” Miller.
Luego de firmar con una empresa de gestión-producción llamada Hip-Hop Since 1978 en 1998, West se mantuvo como productor de varios artistas y grupos musicales conocidos la mayor parte de los últimos años de la década de 1990. La tercera canción en el segundo álbum de estudio de Foxy Brown, llamado Chyna Doll, fue producida por West. Subsecuentemente, Chyna Doll se convirtió en el primer álbum femenino de hip-hop en debutar al tope del Billboard 200 de Estados Unidos durante su primera semana de venta. West produjo tres de las canciones del álbum The Movement, el primer y único álbum de Harlem World junto con Jermaine Dupri y los Trackmasters, un dúo de productores. Sus canciones incluyeron a los raperos Nas, Drag-On y el cantante de R&B Carl Thomas. La novena canción de World Party, el último álbum de Goodie Mob que incluyó a los cuatro miembros fundadores previo a la separación del grupo, fue coproducido por West y su gerente Deric “D-Dot” Angelettie. Al fin del milenio, West produjo seis canciones en el álbum Tell ‘Em Why U Madd, que fue publicado por D-Dot bajo el alias “The Madd Rapper”; un personaje ficticio creado para un sketch satírico en el segundo y último álbum de estudio de The Notorious B.I.G., Life After Death. Las canciones de West incluyeron de invitados a otros raperos como Ma$e, Raekwon y Eminem.

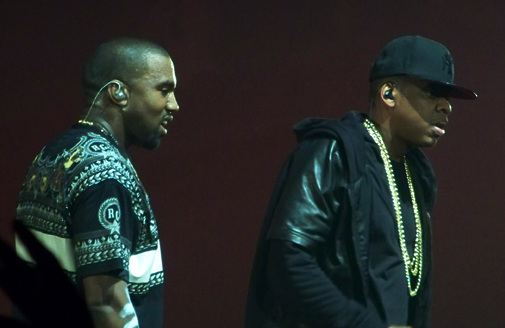
Kanye West logró hacerse conocido tras trabajar en The Blueprint de Jay-Z en 2001.

West obtuvo su gran oportunidad en el año 2000, cuando comenzó a producir para músicos en Roc-A-Fella Records. Posterior a esto, West comenzó a recibir reconocimiento, e incluso se le acredita con haber revivido la carrera de Jay-Z por sus contribuciones a su álbum del 2001, The Blueprint. Frecuentemente considerado como uno de los mejores álbumes de hip-hop, el éxito comercial y crítico de The Blueprint generó un gran interés por West como productor. West, consecuentemente, se convirtió en uno de los más reconocidos productores de hip-hop tras la grabación del aclamado álbum de Jay-Z, vendiendo más de 85 millones de copias en el que se destacaban cuatro temas producidos por él, el más notable es el sencillo principal "Izzo (H.O.V.A.)", y el 'diss' a Nas y Prodigy "Takeover". Debido a su aspecto y estilo global, West trabajó arduamente por crear su propia voz y estilo musical en sus grabaciones. Actuando como productor interno de Roc-A-Fella Records, West produjo pistas para otros músicos de la firma, entre ellos Beanie Sigel, Freeway y Cam’ron. También produjo canciones exitosas para Ludacris, Alicia Keys y Janet Jackson.
A pesar de su éxito como productor, el verdadero y principal anhelo de West era ser un rapero. Aunque ya había trabajado en sus habilidades de rap mucho antes de comenzar a servir como productor, fue un reto para West ser acogido y aceptado por los demás como rapero, además de que batalló por obtener un contrato de grabación. Varias discográficas lo ignoraron porque no representaba la imagen “gangsta” popular en el hip-hop en ese momento. Después de múltiples reuniones con Capitol Records, a West se le negó un contrato.
De acuerdo a Joe Weinberger, el A&R de Capitol Records, West sostuvo conversaciones con él y casi logra formular un contrato, pero otro empleado convenció al presidente de Capitol Records que lo impidiera. Desesperado por evitar que West desertara a otra discográfica, el entonces jefe de la discográfica Roc-A-Fella, Damon Dash, aunque reacio a la situación, contrató a West. Posteriormente, Jay-Z admitió que Roc-A-Fella estaba renuente a apoyar a West como rapero, alegando que muchos lo veían primero y más que nada como un productor, y que sus antecedentes personales y culturales contrastaban con los de sus compañeros de la discográfica.
El gran momento de West vino un año después, el 23 de octubre de 2002 cuando, regresando a casa de trabajar tarde en un estudio de grabación en California, se durmió al volante mientras conducía y sufrió un accidente automovilístico que casi lo mata. El choque le fracturó severamente la mandíbula, y tuvo que ser cerrada con alambres durante la cirugía reconstructiva. El accidente inspiró a West, pues, dos semanas después de que le ingresaran en el hospital, grabó una canción en Record Plant Studios con su mandíbula aún cerrada. La canción resultante, Through The Wire, narra la experiencia de West después del accidente, además de que estableció las bases para su álbum debut, ya que, según West “todos los buenos artistas han expresado y manifestado lo que sea que estuvieran padeciendo.” West añadió que “el álbum fue mi medicina”, pues el concentrarse en el disco lo distrajo del dolor. “Through The Wire” se publicó por primera vez en el mixtape Get Well Soon… de West que salió a la venta en diciembre del 2002. Al mismo tiempo, West anunció que estaba trabajando en un álbum llamado The College Dropout, cuyo tema unificador era el de “tomar tus propias decisiones. No dejes que la sociedad te diga, ‘esto es lo que debes hacer.’”

### 2003-2006:The College DropoutyLate Registration
West grabó el resto del álbum en Los Ángeles mientras se recuperaba de su accidente del auto. Una vez que completó el álbum, fue filtrado meses antes de su lanzamiento oficial. Sin embargo, West utilizó esa oportunidad para revisar el álbum, y The College Dropout fue remixado, remasterizado y revisado antes de su estreno. Como resultado, varias canciones que se suponían que acabarían en el disco acabaron siendo retraídas. West refinó meticulosamente la producción, agregando arreglos de cuerdas, coros de góspel, mejorías de baterías y nuevos versos. El perfeccionismo de West hizo que The College Dropout tuviera su lanzamiento pospuesto tres veces desde su lanzamiento original en agosto de 2003.

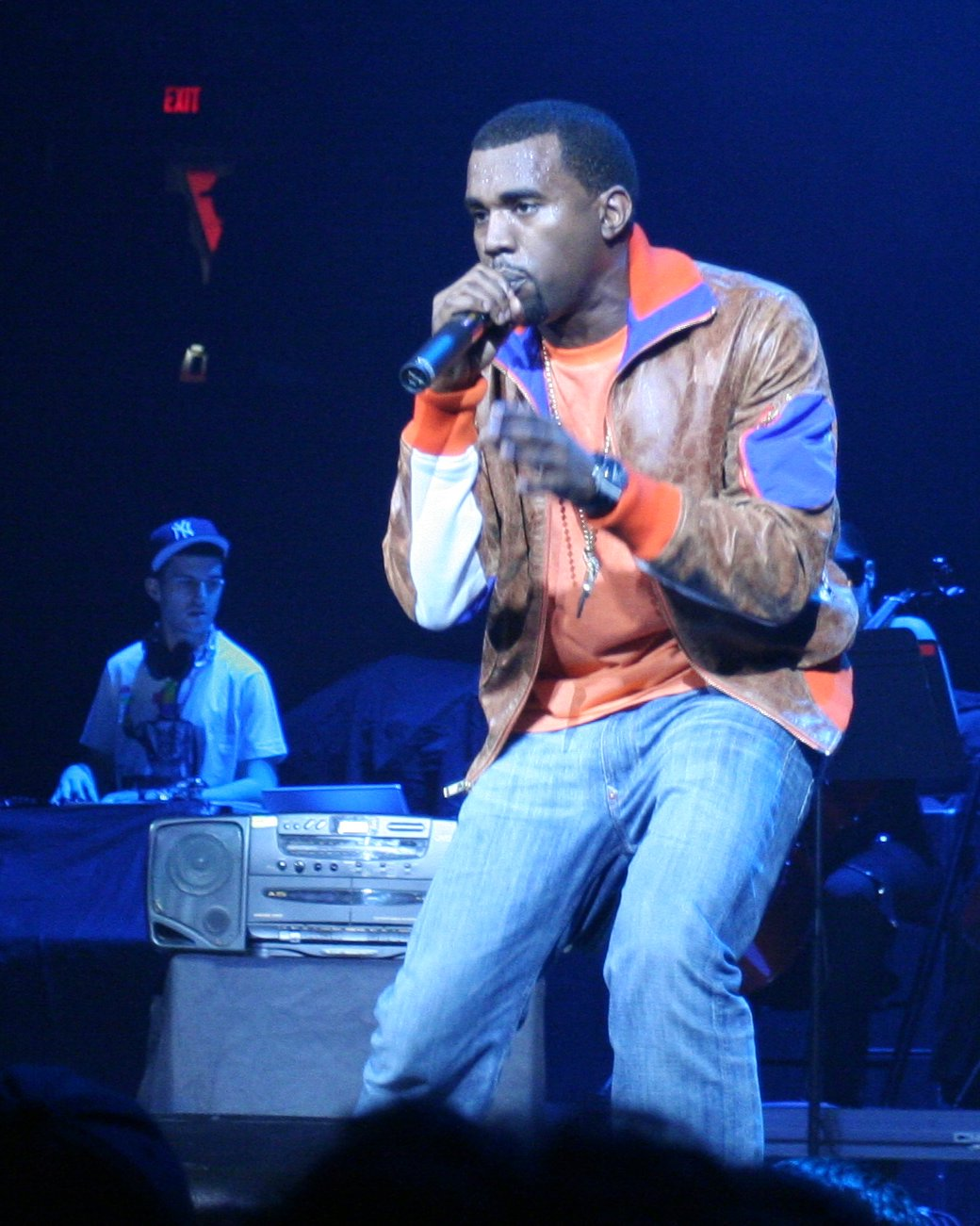
Kanye durante un concierto en 2005 haciendo de telonero de U2.

The College Dropout fue lanzado y distribuido por Roc-A-Fella Records en febrero del 2004, debutando como número dos en la listas de éxitos Billboard 200, así como su primer sencillo debut, Through the Wire que alcanzó el puesto quince en la lista Billboard Hot 100 durante cinco semanas. Slow Jamz, su segundo sencillo con Twista y Jamie Foxx, se convirtió en un éxito aún mayor: se convirtió en el primer número uno de los tres músicos. The College Dropout recibió la aclamación casi-universal por críticos de la música contemporánea, fue votado como el mejor álbum del año por dos importantes publicaciones musicales y se ha clasificado constantemente entre las grandes obras de hip-hop y álbumes debut de artistas. Jesus Walks, el cuarto sencillo del álbum, quizás expuso a West a una audiencia más amplia; el tema de la canción tiene que ver con la fe y el cristianismo. Sin embargo, la canción alcanzó el top 20 de las listas de éxitos de Billboard, a pesar de las predicciones de los ejecutivos de la industria de que una canción que contenga declaraciones de fe tan descaradas nunca llegaría a la radio. The College Dropout finalmente sería certificado triple platino en los EE. UU. y obtuvo 10 nominaciones al Grammy, incluido Álbum del año y Mejor álbum de rap (que acabó recibiendo). Durante este período, West también fundó GOOD Music, un sello discográfico y una compañía de gestión que luego albergaría artistas y productores afiliados, como No I.D. y John Legend. En ese momento, el punto focal del estilo de producción de West era el uso de samples vocales aceleradas de discos de soul. Sin embargo, en parte debido a la aclamación de The College Dropout, este tipo de sample había sido muy copiado por otros; con ese uso excesivo, y también porque West sintió que se había vuelto demasiado dependiente de la técnica, decidió buscar un nuevo sonido. Durante este tiempo, también produjo sencillos para Brandy, Common, John Legend y Slum Village.
Empezando su segundo disco durante ese otoño, West invertiría alrededor de dos millones de dólares y se tomaría un año completo para su próximo álbum. West fue fuertemente influenciado por Roseland NYC Live, un álbum en vivo del grupo de trip Portishead de 1998, producido por la Orquesta Filarmónica de Nueva York. Durante sus primeros años de carrera, el álbum en vivo lo inspiró a incorporar secciones de cuerdas dentro de sus producciones de hip-hop. Aunque West no había podido pagar muchos instrumentos en vivo en la época de su álbum debut, el dinero de su éxito comercial le permitió contratar una orquesta de cuerdas para su segundo álbum Late Registration. West colaboró con el compositor estadounidense de bandas sonoras Jon Brion, quien se desempeñó como coproductor ejecutivo del álbum en varias canciones. Aunque Brion no tenía experiencia previa en la creación de discos de hip-hop, él y West descubrieron que podían trabajar juntos de manera productiva después de su primera tarde en el estudio, donde descubrieron que ninguno de los dos limitaba su conocimiento musical y su visión a un género específico. Late Registration vendió más de 2,3 millones de unidades sólo en los Estados Unidos a finales de 2005 y fue considerado por los observadores de la industria como el único lanzamiento exitoso de un álbum importante de la temporada de otoño, que había estado plagada de ventas de CD en constante declive.
Mientras que West se había enfrentado a una controversia un año antes cuando se fue furioso de los American Music Awards de 2004 después de perder el premio al Mejor Artista Nuevo ante Gretchen Wilson, su primera controversia a gran escala se produjo pocos días después del lanzamiento de Late Registration, durante un concierto benéfico para las víctimas del huracán Katrina. En septiembre de 2005, la NBC transmitió A Concert for Hurricane Relief, y West fue uno de los oradores destacados. Cuando West se presentó junto al actor Mike Myers, se desvió del guion preparado. Myers habló a continuación y continuó leyendo el guion. Una vez que fue el turno de West de hablar de nuevo, dijo: "A George Bush no le importan los negros". El comentario de West llegó a gran parte de Estados Unidos, lo que provocó reacciones encontradas; El presidente Bush lo llamaría más tarde uno de los "momentos más repugnantes" de su presidencia. West generó más controversia en enero de 2006 cuando posó en la portada de Rolling Stone con una corona de espinas.

### 2007-2009:Graduation,808s and Heartbreaky controversia en los VMAs
Después de pasar el año anterior de gira por el mundo con U2 en su Vertigo Tour, West se sintió inspirado para componer canciones de rap como "himnos" que podrían funcionar de manera más eficiente en grandes escenarios. Esto desembocó en él añandiendo sintetizadores en sus producciones, utilizando tempos más lentos, y experimentando con música electrónica, influenciado por la música de los 80. En adición a U2, West se inspiró musicalmente en bandas de estadio como Rolling Stones y Led Zeppelin en cuanto a melodías y progresiones de cuerdas. Para hacer su próximo esfuerzo, el tercero de una tetralogía de álbumes con temáticas sobre educación, West tomó una iniciativa más introspectiva y personal en sus líricas, y para ello empezó a escuchar a los artistas de folk y country Bob Dylan y Johnny Cash con la esperanza de desarrollar métodos para aumentar su capacidad de juego de palabras y narración.

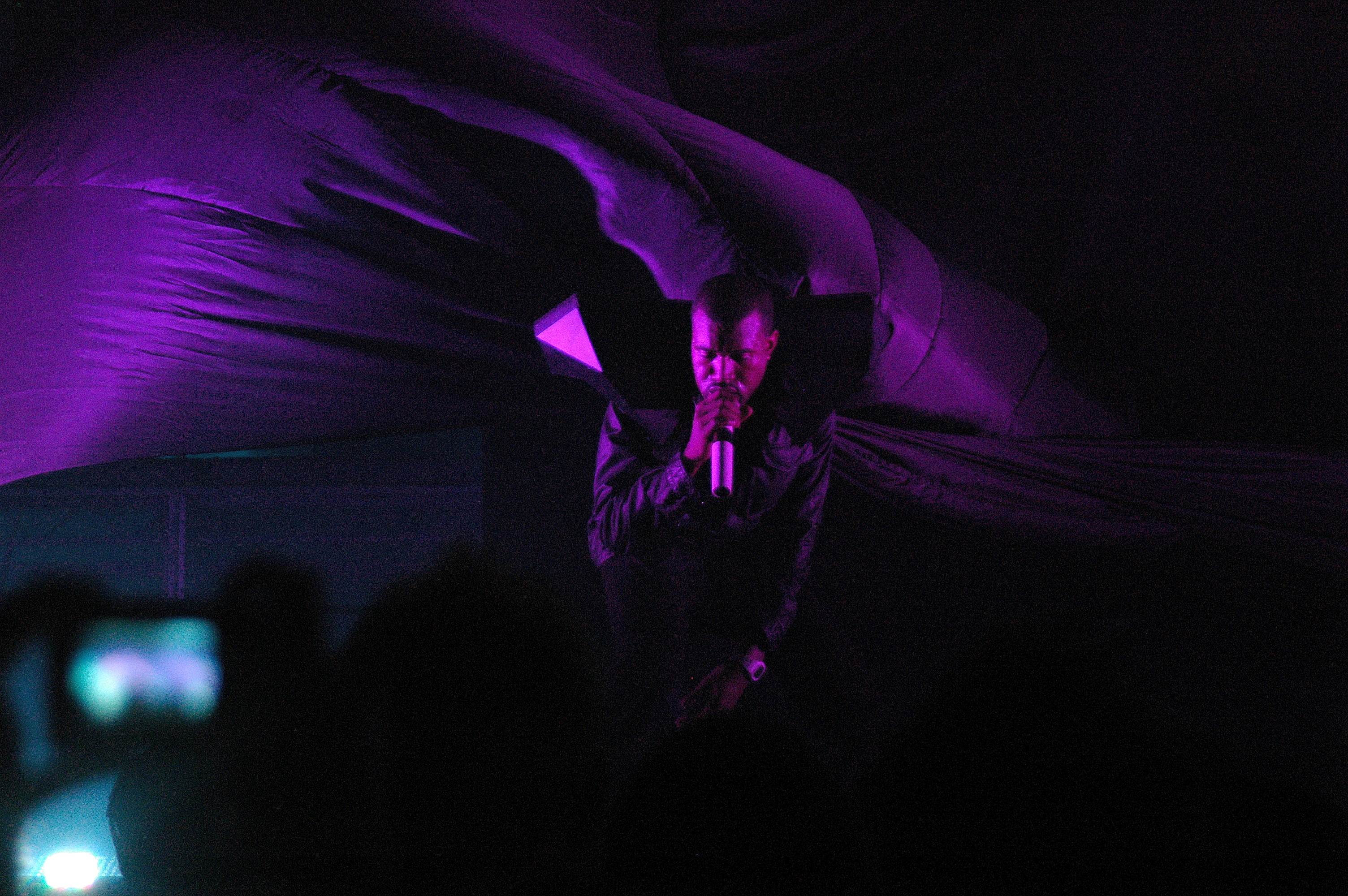
Kanye en un concierto en 2007.

El tercer álbum de estudio de West, Graduation, obtuvo una gran publicidad cuando su fecha de lanzamiento enfrentó a West en una competencia de ventas contra el álbum del rapero 50 Cent, Curtis. Tras el lanzamiento de ambos en septiembre de 2007, Graduation vendió más que Curtis por un amplio margen, debutando en el número uno en la lista Billboard 200 de los Estados Unidos y vendiendo 957.000 copias en su primera semana. Graduation continuó la cadena de éxitos comerciales y de crítica de West, y el sencillo principal del álbum, Stronger, obtuvo su tercer número uno en las listas de éxitos. Stronger, que samplea al dúo de house francés Daft Punk, ha sido acreditado no solo por alentar a otros artistas de hip-hop a incorporar elementos house y electrónica en su música, sino también por participar en el resurgimiento de la música disco y electro-infundida a finales de la década del 2000. Ben Detrick de la revista XXL citó el resultado de la competencia de ventas entre Curtis de 50 Cent y Graduation de West como responsable de alterar la dirección del hip-hop y allanar el camino para nuevos raperos que no siguieron el molde incondicional de gánster, escribiendo "Si alguna vez hubo un momento decisivo para indicar el cambio de dirección del hip-hop, puede haber llegado cuando 50 Cent compitió con Kanye en 2007 para ver qué álbum reclamaría ventas superiores".
La vida de West tomó una dirección diferente cuando su madre, Donda West, murió de complicaciones de una cirugía estética que incluía abdominoplastia y reducción de senos en noviembre de 2007. Meses después, West y su prometida Alexis Phifer terminaron su compromiso y su relación intermitente a largo plazo, que había comenzado en 2002. Los eventos afectaron profundamente a West, quien partió para su Glow in the Dark Tour 2008 poco después. Supuestamente porque sus emociones no podían transmitirse a través del rap, West decidió cantar usando el procesador de audio de voz Auto-Tune, que se convertiría en una parte central de su próximo proyecto. West había experimentado previamente con la tecnología en su álbum debut The College Dropout para las voces de fondo de "Jesus Walks" y "Never Let Me Down". Grabado principalmente en Honolulu, Hawái en tres semanas, West anunció su cuarto álbum, 808s & Heartbreak, en los MTV Video Music Awards 2008, donde interpretó su sencillo principal, Love Lockdown. El público musical se sorprendió por el estilo de producción poco característico y la presencia de Auto-Tune, que tipificó la respuesta previa al lanzamiento del disco.

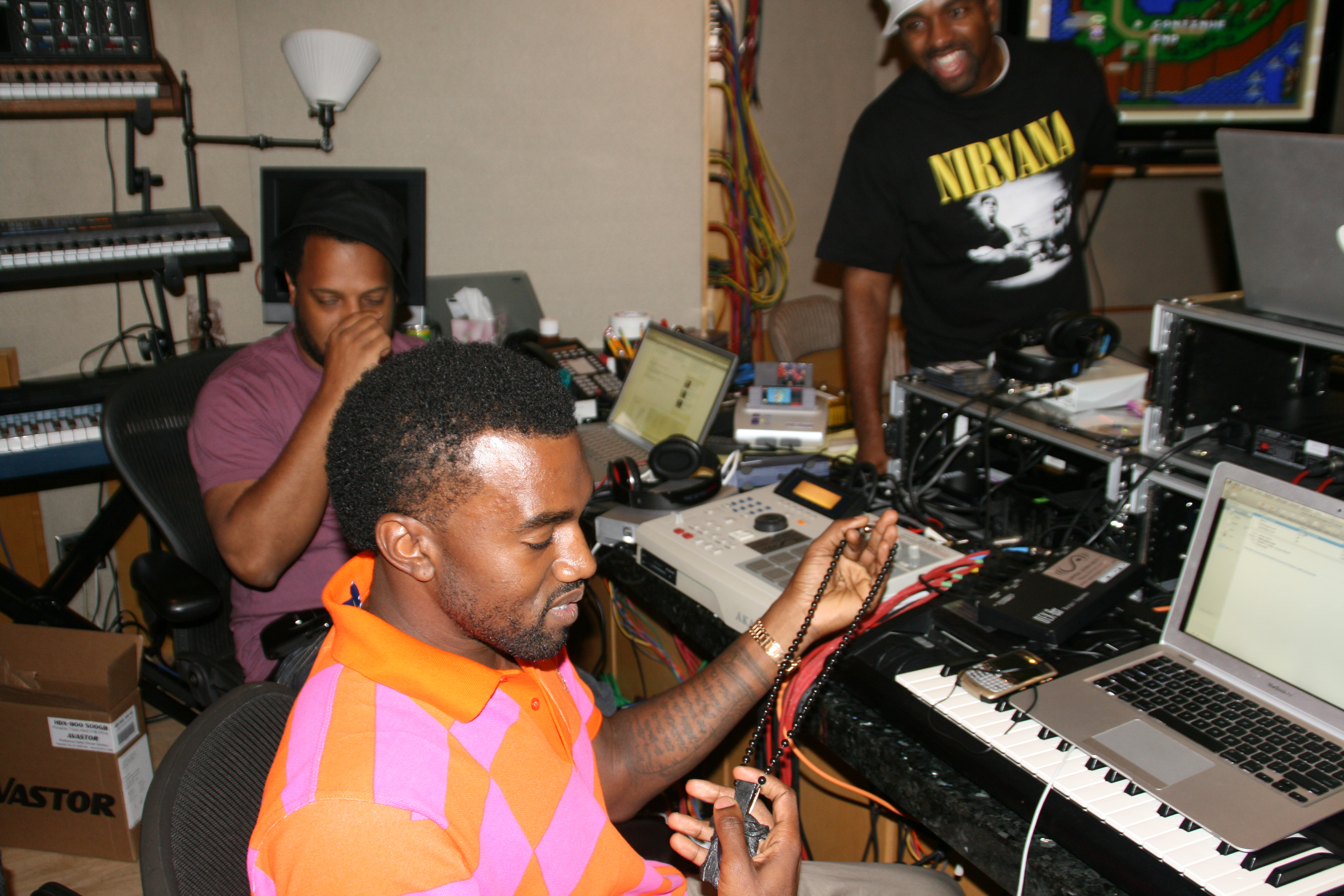
Kanye en el estudio en 2008, junto a su mentor No I.D.

808s & Heartbreak, que presenta un uso extensivo de la caja de ritmos homónima Roland TR-808 y contiene temas de amor, soledad y angustia, fue lanzado por Island Def Jam para capitalizar el fin de semana de Acción de Gracias en noviembre de 2008. Las críticas fueron positivas, aunque un poco más variadas que sus esfuerzos anteriores. A pesar de esto, los sencillos del disco demostraron un desempeño sobresaliente en las listas. Tras su lanzamiento, el sencillo principal Love Lockdown debutó en el número tres en el Billboard Hot 100 y se convirtió en un "Hot Shot Debut", mientras que el sencillo de seguimiento Heartless tuvo un desempeño similar y se convirtió en su segundo "Hot Shot Debut" consecutivo al debutar en el número cuatro en el Billboard Hot 100. Si bien fue criticado antes de su lanzamiento, 808s & Heartbreak tuvieron un efecto significativo en la música hip-hop, alentando a otros raperos a tomar riesgos más creativos con sus producciones.
El controvertido incidente de West el año siguiente en los MTV Video Music Awards 2009 fue posiblemente su mayor controversia y provocó una indignación generalizada en toda la industria de la música. Durante la ceremonia, West se subió al escenario y tomó el micrófono de Taylor Swift durante su discurso de aceptación al "Mejor video femenino" para proclamar que el video de Beyoncé para Single Ladies (Put a Ring on It), nominado al mismo premio fue "uno de los mejores videos de todos los tiempos". Posteriormente fue retirado del resto del programa por sus acciones. La gira Fame Kills de West con Lady Gaga fue cancelada en respuesta a la controversia. En 2009, West fue nombrado por Billboard como el Mejor Artista Masculino de 2009.

### 2010-2012:My Beautiful Dark Twisted Fantasyy colaboraciones
Siguiendo el polémico incidente público, West se tomó un pequeño descanso en la música y se lanzó por completo a la moda, para luego encerrarse en Hawái durante los próximos meses para solo escribir y grabar su siguiente álbum. Juntando a sus productores y músicos favoritos para trabajar e inspirar su grabación, Kanye mantuvo a sus ingenieros de sonido detrás de los tableros las 24 horas del día y solo durmiendo y durmió solo en pequeños lapsos. Noah Callahan-Bever, un escritor de Complex Networks, estuvo presente durante las sesiones y describió la atmósfera "comunitaria" de la siguiente manera: "Con las canciones adecuadas y el álbum adecuado, él puede superar todas y cada una de las controversias, y estamos aquí para contribuir, desafiar e inspirar." Una variedad de artistas contribuyeron al proyecto, incluyendo a sus mejores amigos, Jay-Z, Kid Cudi y Pusha T, así como contribuidores inusuales, como Justin Vernon de Bon Iver.

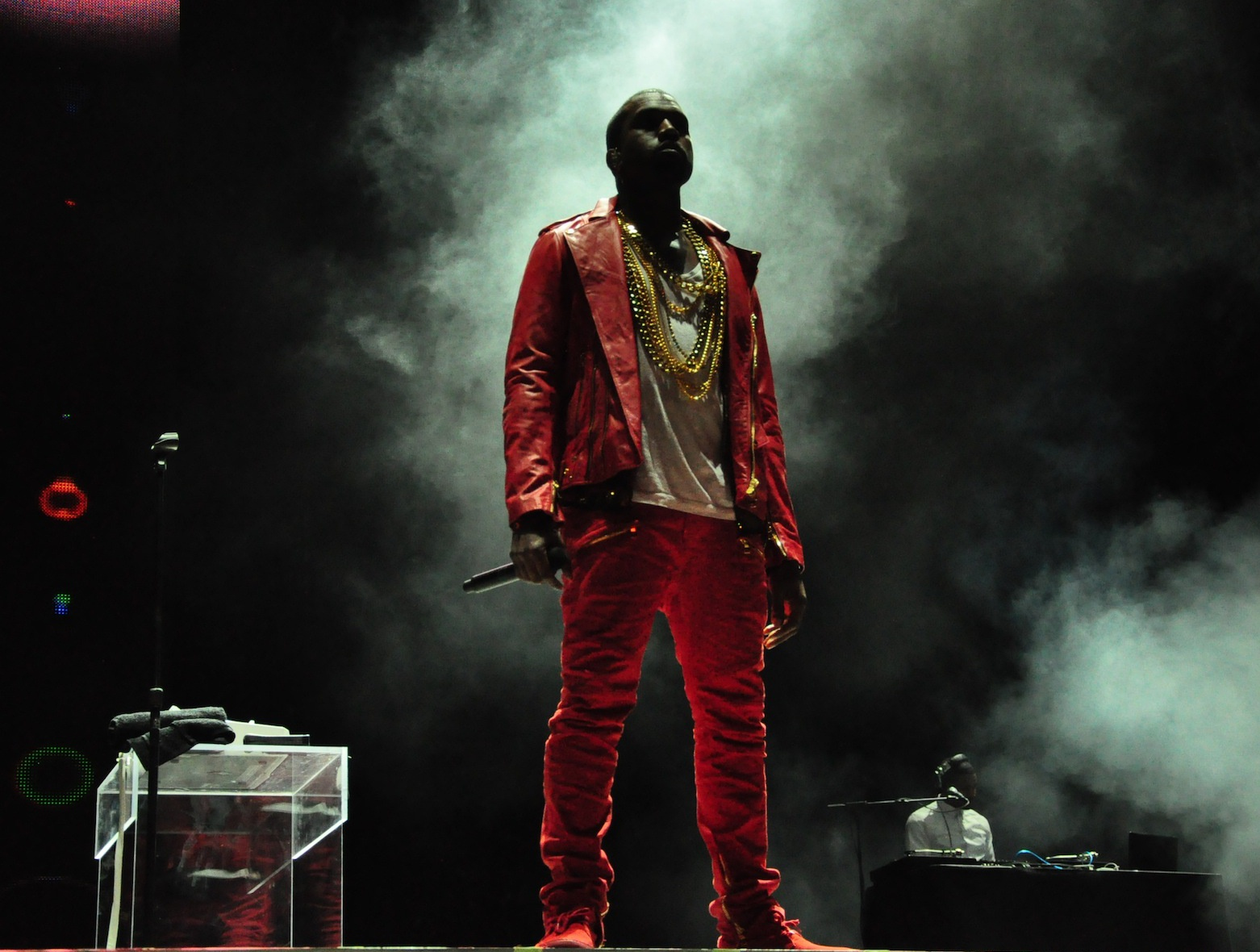
Kanye West en un Lollapalooza de Chile durante 2011.

My Beautiful Dark Twisted Fantasy, el quinto álbum de Kanye, fue lanzado en noviembre del 2010 con aclamación de la crítica, con muchos considerándolo su mejor trabajo y que consolidó su regreso. En contraste a su álbum anterior, que incluía un sonido más minimalista, Dark Fantasy adoptó una filosofía maximalista, y lidia con temas como la celebridad y los excesos. La grabación incluyó el hit internacional All of the Lights, y éxitos de Billboard como Power, Monster, y Runaway, este último teniendo un cortometraje de 35 minutos del mismo nombre dirigido y protagonizado por West. Durante este tiempo, West inició el programa musical GOOD Fridays, que ofrecía una descarga gratis de canciones inéditas cada viernes, con una porción que acabaría entrando en el álbum. Esta promoción duró desde el 20 de agosto hasta el 17 de diciembre del 2010. Dark Fantasy se fue platino en los Estados Unidos, pero su omisión como candidato al Álbum del año en la 54.ª edición de los premios Grammy fue considerada un "desaire" por varios medios de comunicación.
El 2011 lo vio a West embarcándose en un tour por festivales para conmemorar el lanzamiento de My Beautiful Dark Twisted Fantasy, entre los que se incluyeron Lollapalooza y Coachella, con este último siendo nombrado por The Hollywood Reporter como uno de los "mejores sets de la historia del hip-hop". Luego West pasó a lanzar el álbum colaborativo junto a Jay-Z, Watch the Throne, en agosto del 2011. Empleando una estrategia de ventas que hacía que el álbum esté disponible digitalmente semanas antes que su contraparte física, Watch the Throne se volvió uno de los primeros álbumes durante la era del internet en evitar ser filtrado antes de su lanzamiento oficial. Niggas in Paris se convirtió en el sencillo más exitoso del álbum, alcanzó el puesto cinco en la lista Billboard Hot 100. El coencabezado Watch the Throne Tour comenzó en octubre de 2011 y concluyó en junio de 2012. En 2012, West lanzó el álbum recopilatorio Cruel Summer, una colección de canciones hechas por artistas del sello de West, GOOD Music. Cruel Summer produjo cuatro sencillos, dos de los cuales alcanzaron el top 20 de Hot 100; Mercy y Clique. West también dirigió una película que se estrenó en el Festival Internacional de Cine de Cannes de 2012, en un pabellón de proyección personalizado en forma de pirámide con siete pantallas.

### 2013-2015:Yeezusy colaboración con Adidas
Las sesiones de West para su sexto álbum de estudio empezaron a tomar forma en el living de su habitación en un hotel de París. Determinado a "socavar lo comercial", de nuevo trajo a colaboradores usuales, y trató de incorporar elementos de Chicago como drill, dancehall, acid house, y música industrial. primordialmente inspirado por arquitectura, las tendencias perfeccionistas de West lo llevaron a contactar al productor Rick Rubin quince días antes de la fecha de lanzamiento para examinar el sonido del disco en favor de un enfoque más minimalista. La promoción inicial de su sexto álbum incluyó proyecciones de video en todo el mundo de la música del álbum y presentaciones televisivas en vivo. Yeezus, el sexto álbum de West, fue lanzado el 18 de junio de 2013, con excelentes críticas de los críticos. Se convirtió en su sexto debut número uno consecutivo, pero también marcó sus ventas más bajas en la semana de apertura en solitario. Def Jam lanzó Black Skinhead a la radio en julio de 2013 como el sencillo principal del álbum.

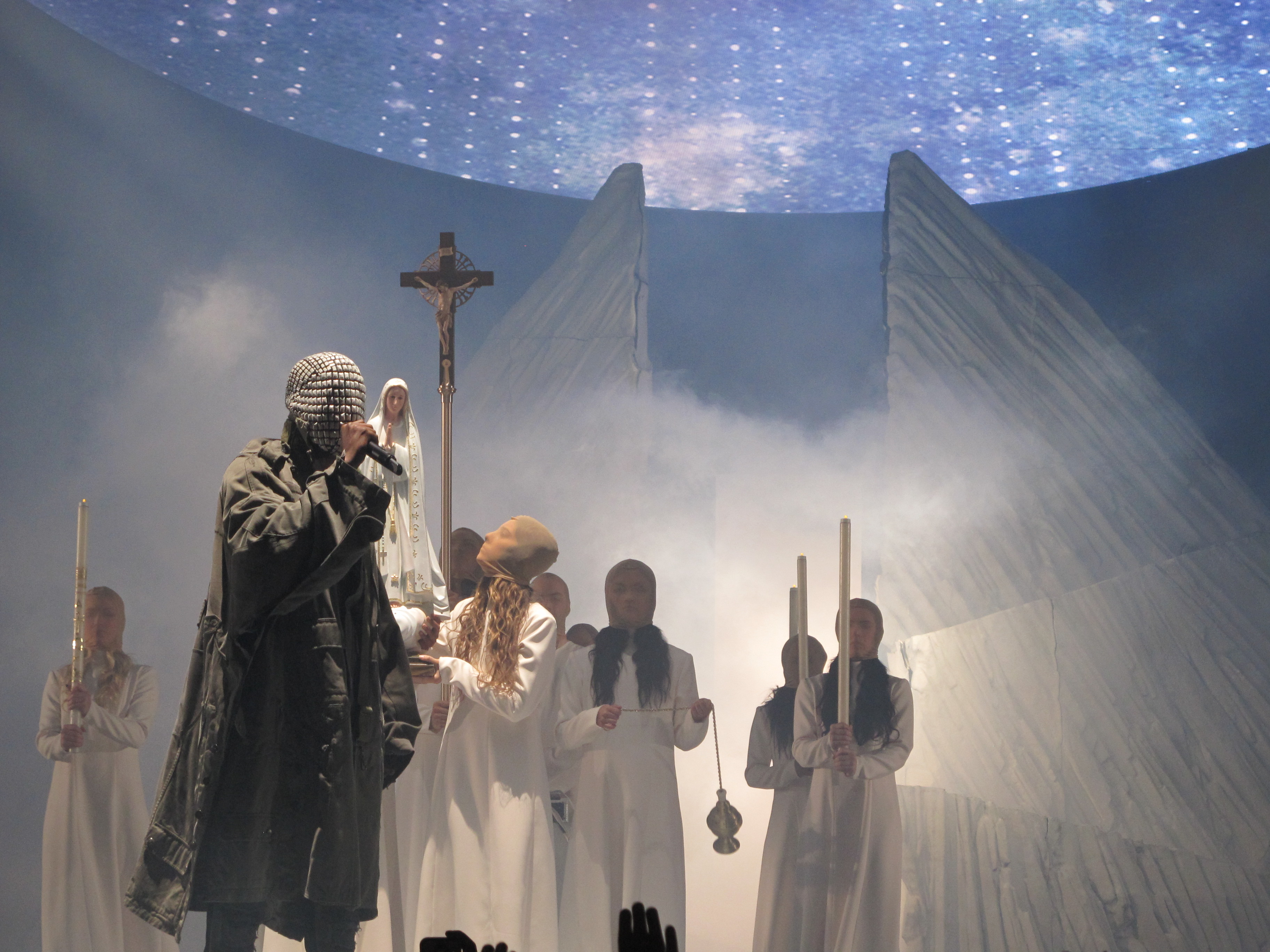
Kanye durante un show durante el Yeezus Tour, 2013.

En septiembre de 2013, Kanye West anunció que encabezaría su primera gira en solitario en cinco años para promocionar a Yeezus, con el también rapero estadounidense Kendrick Lamar acompañándolo como acto secundario. La gira fue recibida con excelentes críticas por parte de los críticos. Rolling Stone lo describió como "locamente entretenido, tremendamente ambicioso, emocionalmente conmovedor (¡de verdad!) Y, lo más importante, totalmente loco". Escribiendo para Forbes, Zack O'Malley Greenburg elogió a West por "tomar riesgos que pocas estrellas del pop, si es que hay alguna, están dispuestas a asumir en el mundo hiperexpuesto del pop de hoy", y describió el set como "sobrecargado e incómodo a veces, pero [se] destaca en desafiar las normas y provocar pensamientos de una manera que no es común para los actos musicales convencionales en los últimos tiempos".
En junio de 2013, West y la personalidad de televisión Kim Kardashian anunciaron el nacimiento de su primer hijo, North, y su compromiso en octubre con la atención generalizada de los medios. En noviembre, West declaró que estaba comenzando a trabajar en su próximo álbum de estudio, con la esperanza de lanzarlo a mediados de 2014, con producción de Rick Rubin y Q-Tip. En diciembre de 2013, Adidas anunció el comienzo de su colaboración oficial en ropa con West (Adidas Yeezy), que se estrenará el año siguiente. En mayo de 2014, West y Kardashian se casaron en una ceremonia privada en Florencia, Italia, a la que asistieron una variedad de artistas y celebridades. West lanzó un sencillo, Only One, con Paul McCartney, en diciembre.
FourFiveSeconds, un sencillo producido conjuntamente con Rihanna y McCartney, fue lanzado en enero de 2015. West también apareció en el especial del 40 aniversario de Saturday Night Live, donde estrenó una nueva canción titulada "Wolves", con Sia y su compañero rapero de Chicago, Vic Mensa. En febrero de 2015, West estrenó su colaboración de ropa con Adidas, titulada Yeezy Season 1, con críticas generalmente positivas. En marzo de 2015, West lanzó el sencillo "All Day" con Theophilus London, Allan Kingdom y Paul McCartney. West interpretó la canción en los BRIT Awards 2015 con varios raperos estadounidenses y MC de grime del Reino Unido. Estrenaría la segunda versión de su línea de ropa, Yeezy Season 2, en septiembre de 2015 en la Semana de la Moda de Nueva York.
Habiendo anunciado inicialmente un nuevo álbum titulado So Help Me God programado para su lanzamiento en 2014, en marzo de 2015 West anunció que el álbum se llamaría provisionalmente SWISH. El 11 de mayo, West recibió un doctorado honorario de la Escuela del Instituto de Arte de Chicago por sus contribuciones a la música, la moda y la cultura popular, lo que lo convirtió oficialmente en un honorario Doctor en bellas artes. El mes siguiente, West encabezó el Festival de Glastonbury en el Reino Unido, a pesar de una petición firmada por casi 135.000 personas en contra de su aparición. Durante el final de un set que incluía interpretar parte de Bohemian Rhapsody de Queen, West se proclamó a sí mismo: "la estrella de rock viviente más grande del planeta". Los medios de comunicación, incluidos redes sociales como Twitter, estaban divididos sobre su desempeño. NME declaró: "La decisión de poner a West para el festival ha resultado controvertida desde su anuncio, y el set en sí pareció polarizar tanto a los asistentes a Glastonbury como a los que sintonizaron para mirar en sus televisores". La publicación agregó que "está dejando que su música hable y se pruebe a sí misma". The Guardian dijo que "su set tiene una ferocidad potente, pero hay lagunas y tartamudeos, y demuestra una figura extrañamente solitaria frente a la gran multitud". En septiembre de 2015, West interpretó 808s & Heartbreak en sus dos noches seguidas con excelentes críticas en el Hollywood Bowl. La actuación contó con una orquesta de 60 personas, una banda en vivo, invitados del álbum y más de 70 bailarines. En octubre de 2015, publicó una nueva versión de Say you will (canción del mismo álbum) con la colaboración de la compositora estadounidense Caroline Shaw. En diciembre de 2015, West lanzó una canción titulada Facts, donde Kanye habla en contra de Nike.

### 2016-2017:The Life of Pabloy cancelación de tour

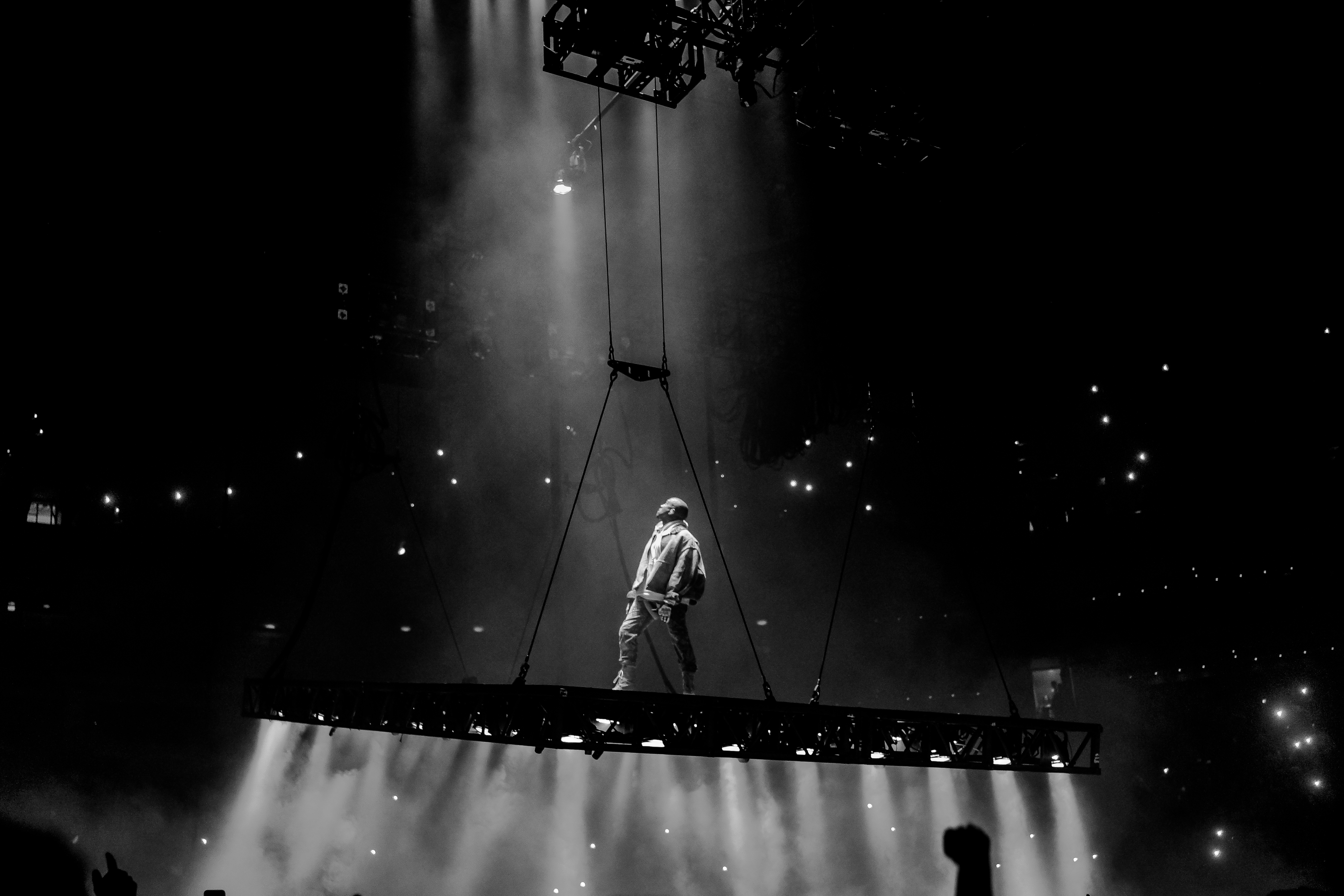
Kanye durante el Saint Pablo Tour en 2016.

West anunció en enero del 2016 que SWISH iba a ser lanzado el 11 de febrero, y más tarde ese mismo mes lanzó la canción Real Friends y un pequeño vistazo a No More Parties in LA con Kendrick Lamar. Esto hizo que también reviviera la iniciativa de GOOD Fridays en la cual se estrenan canciones nuevas todos los viernes. El 26 de enero de 2016 West reveló que renombró el álbum de SWISH a Waves, y también anunció la premier de la tercera línea de Yeezy en el Madison Square Garden. En las semanas de anticipación al estreno del álbum, West se vio envuelto en varias controversias en Twitter, y lanzó varias iteraciones en la lista de canciones del nuevo álbum. Un par de días antes del estreno, West volvió a cambiar el nombre del álbum a The Life of Pablo. El 11 de febrero, West estrenó el álbum en el Madison Square Garden junto a su tercera línea de Yeezy. Luego de esta presentación, West anunció que volvería a cambiar la lista de canciones antes de su estreno al público, y retrasó aún más su lanzamiento para finalizar la grabación de la canción Waves a instancias del coescritor Chance The Rapper. Lanzó el álbum exclusivamente en Tidal el 14 de febrero de 2016, luego de una actuación en SNL. Tras su lanzamiento oficial en las plataformas de streaming, West continuó modificando las mezclas de varias canciones, describiendo el trabajo como "una expresión creativa de aire fresco" y proclamando el final del álbum como una forma de lanzamiento dominante. Aunque una declaración de West sobre el lanzamiento inicial de The Life of Pablo indicó que el álbum sería exclusivamente solo para Tidal, el álbum se acabó lanzando a través de varios otros servicios de la competencia a partir de abril.
En febrero de 2016, West declaró en Twitter que planeaba lanzar otro álbum en el verano de 2016, tentativamente llamado Turbo Grafx 16 en referencia a la consola de videojuegos de la década de 1990 del mismo nombre. En junio de 2016, West lanzó el sencillo principal colaborativo Champions del álbum de GOOD Music, Cruel Winter, que aún no se ha lanzado. Más tarde ese mes, West lanzó el controvertido video musical de Famous, que mostraba figuras de cera de varias celebridades (incluidas West, Kardashian, Taylor Swift, el empresario y entonces candidato presidencial Donald Trump, el comediante Bill Cosby y el expresidente George W. Bush) durmiendo desnudos en una cama compartida. En agosto de 2016, West se embarcó en el Saint Pablo Tour en apoyo de The Life of Pablo. Las actuaciones contaron con un escenario móvil suspendido en el techo. West pospuso varias fechas en octubre tras el robo en París a su esposa. El 21 de noviembre de 2016, West canceló las 21 fechas restantes de la gira Saint Pablo Tour, luego de una semana de ausencias, conciertos reducidos y peroratas sobre política. Más tarde fue admitido para observación psiquiátrica en el UCLA Medical Center. Permaneció hospitalizado durante el fin de semana de Acción de Gracias debido a una psicosis temporal derivada de falta de sueño y deshidratación extrema. Después de este episodio, West se tomó un descanso de 11 meses de Twitter y del público en general.

### 2017-2019:Yey las sesiones de Wyoming

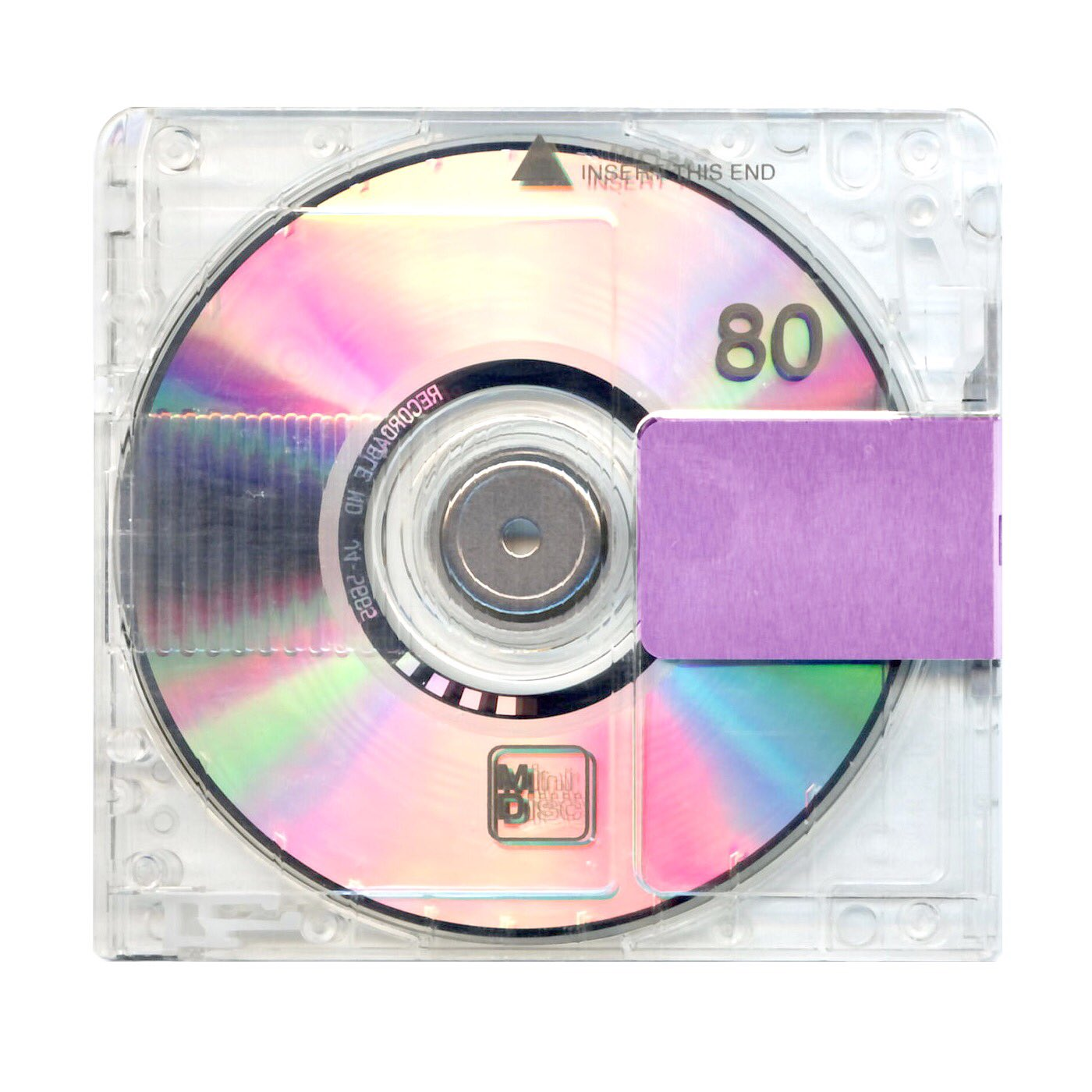
Yandhi se completó por primera vez en la ciudad natal de West, Chicago, pero luego se pospuso. West fue a hacer más grabaciones en Uganda, pero luego retrasó el álbum por segunda vez sin una fecha de lanzamiento planificada.

Fue reportado en mayo de 2017 que West estaba grabando nueva música en Jackson Hole, Wyoming con una larga lista de colaboradores. En abril de 2018, West anunció planes para publicar un libro filosófico llamado Break the Simulation, clarificando después que iba a ir compartiendo el libro "en tiempo real" a través de Twitter, y empezó a publicar contenido que estaba relacionado con "life coaching". Después en ese mismo mes, anunció dos nuevos álbumes, uno como solista y otro en colaboración con Kid Cudi bajo el nombre de Kids See Ghosts, ambos de los cuales se lanzarían en junio. Adicionalmente, reveló que produciría los próximos álbumes de sus compañeros de sello de GOOD Music, Pusha T y Teyana Taylor, así como también Nas. Poco después, West lanzó los sencillos que no forman parte del álbum Lift Yourself, una «pista extraña y sin sentido» con letras sin sentido, y Ye vs. the People, en la que él y T.I. discuten el controvertido apoyo de West a Donald Trump.
Daytona de Pusha T, "el primer proyecto salido de Wyoming", fue lanzado en mayo con alabación por parte de la crítica, a pesar de que el artwork del álbum -una fotografía del baño de la fallecida cantante Whitney Houston que West pagó $85 mil dólares para licenciarla- trajo algunas controversias. La semana siguiente, West publicó su octavo álbum de estudio, Ye. West comentó que suprimió las grabaciones originales del disco y las regrabó en menos de un mes. La semana posterior a eso, West lanzó el álbum colaborativo junto a Kid Cudi titulado Kids See Ghosts, llamada así tras el nombre de su grupo. West también completó la producción del disco de Nas, Nasir, y de Teyana Taylor, K.T.S.E, ambos publicados en junio del 2018.
El 30 de agosto de 2018, West publicó el sencillo XTCY, el cual estaba originalmente planeado para salir en Ye. El 7 de septiembre de 2018, West lanzó una colaboración junto al rapero americano Lil Pump titulada I Love It. El 9 de septiembre de 2018, West anunció vía Twitter que Watch The Throne 2 iba a ser publicado pronto. Más tarde ese mismo mes, West anunció que su noveno álbum titulado Yandhi iba a salir a fines de mes y un proyecto colaborativo junto a Chance The Rapper titulado Good Ass Job. Kanye también anunció que cambiaría su nombre de escenario a "Ye". Yandhi estaba planeado para salir originalmente el 29 de septiembre de 2018, pero fue pospuesto al 23 de noviembre. West luego lo volvió a posponer en noviembre y todavía no se ha confirmado una fecha de publicación oficial.
Más tarde en 2018, West pasaría a colaborar con más artistas aparte de Lil Pump. Apareció como un invitado en las canciones Kanga y Mama con Nicki Minaj en el álbum debut del rapero 6ix9ine, Dummy Boy. También tuvo una aparición solista en el álbum post mortem del rapero XXXTentacion, Skins. 6ix9ine y XXXTentacion estaban programados para salir en Yandhi. En enero del 2019, West se retiró del headline de Coachella luego de que las negociaciones para su aparición se cayeran por diferencias para el armado del escenario.
El 18 de julio del 2019 se reportó que las canciones de Yandhi habían sido filtradas en Internet. En octubre de ese mismo año, el álbum completo filtrado estuvo disponible por poco tiempo en plataformas de streaming como Spotify y Tidal pero fue removido rápidamente. El 29 de agosto de 2019, Kim Kardashian anunció que el próximo álbum de West se titularía Jesus is King, eliminando efectivamente a Yandhi.

### 2019-2022:Jesus is King,DondaYDonda 2
El 6 de enero del 2019, West inició su grupo de góspel semanal "Sunday Service", que incluyó variaciones de soul de canciones de West y otros, atendidas por múltiples celebridades como las Kardashians, Charlie Wilson y Kid Cudi. West preestrenó su canción Water en una actuación de su orquesta Sunday Service, en la semana 2 del festival Coachella.
El 25 de octubre de 2019 West publicó Jesus is King, un álbum de góspel y hip-hop cristiano. En las listas estadounidenses, el álbum se convirtió en el primero en encabezar el Billboard 200, y las listas de los mejores álbumes de R&B / Hip-Hop, los mejores álbumes de rap, los mejores álbumes cristianos y los mejores álbumes de góspel al mismo tiempo. También colaboró con Vanessa Beecroft en dos óperas, Nabucodonosor y María. El 25 de diciembre del 2019, West y Sunday Service publicaron Jesus is Born, conteniendo 19 canciones con algunas regrabaciones de canciones antiguas de West.
El 30 de junio de 2020, West lanzó el sencillo Wash Us in the Blood, con el también rapero y cantante estadounidense Travis Scott, junto con el video musical, que sirve como el sencillo principal de su décimo álbum de estudio Donda, y traza similitudes con el sonido de su álbum de 2013 Yeezus. Sin embargo, en septiembre de 2020, West declaró que no lanzaría más música hasta que "haya terminado con [su] contrato con Sony y Universal" en una perorata de Twitter sobre contratos de compañías discográficas, pagos a artistas y músicos, y el tema de la propiedad de sus masterizados. El 16 de octubre lanzó el sencillo Nah Nah Nah. El 29 de octubre, se mostró un remix en Twitter, con los raperos estadounidenses DaBaby y 2 Chainz, el cual fue lanzado el 13 de noviembre.
El 25 de diciembre de 2020, exactamente un año después del lanzamiento de Jesus is Born, el Sunday Service de West lanzó un nuevo EP titulado Emmanuel. El miniálbum, producido de manera ejecutiva por West, consta de 5 canciones íntegramente en latín basadas en el estilo del canto gregoriano. En esa misma fecha, se lanzó Whole Lotta Red de Playboi Carti, con West como productor ejecutivo del álbum y apareciendo en la canción Go2DaMoon.
El 16 de julio de 2021, Kanye apareció en el álbum del fallecido rapero Pop Smoke titulado Faith colaborando en el sencillo llamado Tell The Vision con Pusha T. El 19 de julio, el rapero americano Pusha T anunció en Instagram que West sería anfitrión de un evento de presentación para el álbum el 22 de julio en el Estadio de Mercedes-Benz en Atlanta. El día siguiente la marca Beats Electronics estrenó un comercial durante el sexto juego de las Finalas de la NBA presentando a la atleta Sha'Carri Richardson, editado y compuesto por West con la canción "No Child Left Behind" Inmediatamente después del debut del comercial, Def Jam Recordings confirmó la fecha de lanzamiento del álbum para el 23 de julio y revelaron que el evento de Atlanta sería transmitido en vivo por Apple Music. El álbum no fue lanzado en esa fecha.
Tras el evento del 22 de julio de 2021 en el Estadio de Mercedes-Benz, West tomó residencia temporal en uno de los cuartos de casilleros del estadio, convirtiéndolo en un estudio de grabación para terminar de grabar y mezclar el álbum con Mike Dean. Videos y fotos publicados en redes sociales muestran a artistas como Playboi Carti y 2 Chainz grabando su voz un día antes del evento de presentación. Un segundo evento de presentación del álbum tomó lugar el 5 de agosto, con West confirmando que el álbum sería lanzado esa misma noche. Sin embargo, eso no sucedió. El 18 de agosto, anunció un tercer evento de presentación programado para el 26 de agosto en el Estadio Soldier Field de Chicago Después de tantos retrasos, Donda finalmente fue publicado el 29 de agosto. Durante el día West reclamó que el álbum fue publicado sin su consentimiento, ya que faltaba la canción "Jail Pt.2" del récord, pero esto se debió a que la gerencia del artista DaBaby no había despejado los derechos de su participación hasta que se les notificó. La canción fue agregada al álbum horas después de su lanzamiento.

### 2023-presente: Trilogía deVultures,BullyyCuck
El 25 de agosto de 2023, se informó que West estaba grabando su undécimo álbum de estudio, y dos fuentes cercanas a él afirmaron que el lanzamiento de nueva música era «inminente». El 13 de octubre, Billboard informó que West había terminado de grabar un álbum de estudio en colaboración con Ty Dolla Sign y que estaba en proceso de venderlo a distribuidores. Añadió que el lanzamiento oficial del álbum estaba previsto originalmente para ese día, pero que finalmente se retrasó por razones desconocidas y se esperaba que saliera en las próximas semanas. El sencillo principal homónimo del álbum, Vultures con Bump J, se lanzó el 22 de noviembre de 2023.
A finales de 2023 y principios de 2024, West y Ty Dolla $ign ofrecieron varios conciertos para presentar las canciones del álbum. En un tráiler, West anunció que Vultures se lanzaría como una trilogía de álbumes, con cada uno de los tres volúmenes programados para el 9 de febrero, el 6 de marzo y el 5 de abril de 2024. En enero de 2024, West firmó un contrato con 4Batz y lo declaró su nuevo artista favorito. El 8 de febrero de 2024, West lanzó el segundo sencillo del primer volumen, «Talking / Once Again», con la colaboración de su hija mayor, North. Un día después, el productor Erick Sermon reveló en una entrevista que el próximo undécimo álbum de estudio de West se titularía Y3 , aunque también afirmó que había contribuido al álbum en 2023. Desde entonces, West ha negado estar trabajando en un álbum titulado Y3. West has since denied working on an album titled Y3.
El 10 de febrero de 2024, horas después de que West celebrara una fiesta de escucha en el UBS Arena, se lanzó oficialmente el primer volumen de la trilogía Vultures, titulado «Vultures 1». El álbum debutó en el número uno del Billboard 200, convirtiéndose en el undécimo álbum consecutivo de West y el primer álbum número uno de Ty Dolla Sign, respectivamente. Vultures 2 se lanzó más tarde ese año, el 3 de agosto. El 28 de septiembre, durante un concierto en Haikou, China, en el Wuyuan River Stadium, West anunció su undécimo álbum en solitario Bully, debutando la canción «Beauty and the Beast». El 15 de marzo de 2025, compartió una canción en su cuenta X titulada «Lonely Roads Still Go to Sunshine» con su hija North y la voz acreditada a Sean Combs, lo que resultó en acciones legales por parte de Kim Kardashian. El 18 de marzo, compartió enlaces en X a tres versiones de Bully, todas acompañadas de un cortometraje protagonizado por su hijo Saint.  Afirmó que el álbum «no estaba terminado y que la mitad de las voces [son] IA», y agregó que no tenía la intención de lanzarlo en servicios de streaming debido a «sellos discográficos franceses y judíos». Bully se lanzaría más tarde como la «versión de proyección» en YouTube por un tiempo temporal.
El 26 de marzo de 2025, West lanzó el sencillo «WW3» bajo el nombre de Ye en servicios de transmisión, después de haber sido previamente objeto de burlas por Dave Blunts y Adin Ross. Una semana después, DJ Akademiks anunció que West lanzaría WW3, un álbum colaborativo con Blunts, unos días después de que mantuvieran una entrevista en la que West vistió un atuendo negro inspirado en el Ku Klux Klan y dijo más comentarios controvertidos. West cambió el título del álbum a Cuck el 21 de abril, y en las semanas siguientes lanzó sus sencillos «Cousins» y «Heil Hitler». Después de que Cuck se filtrara el 18 de mayo de 2025, West declaró que había «terminado con el antisemitismo» y le pidió a Dios que «me perdonara por el dolor que he causado». Después de esto, eliminó las referencias nazis y antisemitas de las canciones publicadas anteriormente y el 22 de junio de 2025 anunció el cambio de título del álbum de Cuck a In a Perfect World.
Durante la producción de Cuck, West lanzó Donda 2 a los servicios de streaming el 29 de abril de 2025, en su estado final. El 21 de mayo de 2025, West lanzó «Alive», con YoungBoy Never Broke Again, probablemente siendo el tema principal de la próxima colección de moda YZY SZN 10 de West. El 20 de junio, West lanzó un avance de tres reproducciones extendidas de Bully a los servicios de streaming, con «Preacher Man», «Beauty and the Beast» y «Damn» incluidas.

## Estilo musical
La carrera musical de West se define por frecuentes cambios de estilo y diferentes enfoques musicales. En los años siguientes desde su debut, West ha adoptado tanto musical como líricamente un enfoque cada vez más experimental para crear música hip hop progresiva, manteniendo al mismo tiempo una accesibilidad pop. Ha introducido nuevos elementos musicales y puntos de referencia poco convencionales en su paleta sonora con cada álbum. Con el tiempo, West ha explorado una variedad de géneros musicales que abarcan soul, pop barroco, rock de estadio, electro, música house, indie rock, synth-pop, rock progresivo, industrial, punk y góspel. El enfoque de West hacia la producción discográfica es consistentemente rico, matizado y estimulante. Sus producciones son afines a las composiciones musicales, con un estilo ornamentado con más profundidad propio de los artistas de hip hop y haciendo uso de una oreja para los coros. Incorpora instrumentos en vivo, samples vocales manipuladas y arreglos dramáticos para complementar sus ritmos. Sus trabajos musicales posteriores se basaron cada vez más en la aplicación de estaciones de trabajo de audio digital y sintetizadores, bajo y batería computarizados.
West también examina y analiza las tendencias líricas en el panorama en constante evolución de la cultura hip hop, y a menudo cambia su enfoque de las coplas en rima para su composición y presentación. Líricamente, el juego de palabras de West generalmente contiene una proliferación de juegos de palabras y rimas ingeniosas de varias sílabas. Tanto su composición como su entrega vocal se basan en líneas cargadas de rimas transformadoras y sesgadas, con West a menudo alterando la pronunciación de sus palabras. West admite que su habilidad para rapear no es tan diestra como sus compañeros Jay-Z, Eminem y Nas, por lo que compensa con la temática. Él elabora, "las canciones ofrecen melodía y mensaje. Ese es el objetivo principal. Lo vi como un simple proyecto de matemáticas: si puedo rapear entre un 70 y un 80 por ciento de los ritmos, tendré éxito". West atrajo la influencia de raperos convencionales como Mase y sus compañeros de sello de Roc-A-Fella, Jay-Z y Cam'ron, junto con artistas de hip hop underground como Mos Def, Talib Kweli y Dead prez. Kanye declaró que Dead Prez en particular lo ayudó a descubrir un estilo de hacer que "los raps con un mensaje suenen geniales".

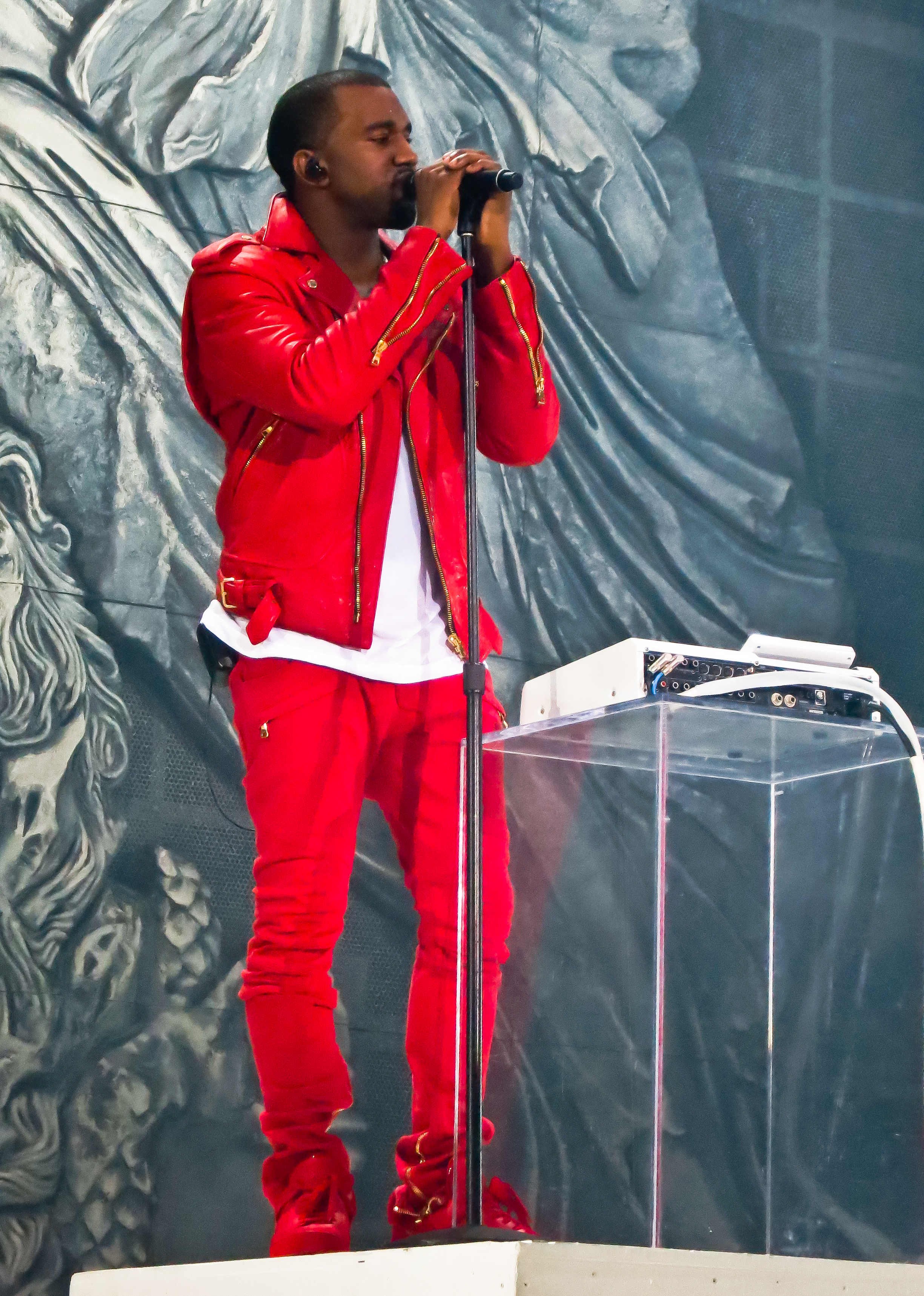
West compone varias de sus canciones utilizando un Akai MPC2000XL (en la foto) hecho en combinación con una elaborada orquestación en vivo.

Con su álbum debut, West logró encontrar un equilibrio entre temas líricos de rap inteligente y hábil. A medida que su composición inyecta melodías pop en ritmos crudos de hip hop, las letras de West lo encuentran rapeando sobre temas importantes además de temas divertidos que van desde Jesús y la pérdida de peso de una manera que resultó en un atractivo comercial generalizado, tocando con éxito un acorde tanto con la audiencia principal del hip hop como con su sector alternativo. Sus rimas han sido descritas como divertidas, provocativas y articuladas, capaces de pasar sin problemas de comentarios astutos a jactancia cómica y sensibilidad introspectiva. West transmite que es consciente de las circunstancias de su entorno y se esfuerza por hablar de manera inclusiva para que grupos de diferentes orígenes raciales y de género puedan comprender sus letras, diciendo que desea sonar "tan enfermo como Jadakiss y tan comprensible como Will Smith."
Cuando se le preguntó sobre sus primeras inspiraciones musicales en 2008, nombró a artistas como A Tribe Called Quest, Stevie Wonder, Michael Jackson, George Michael, LL Cool J, Phil Collins y Madonna. Con respecto a la influencia del productor de A Tribe Called Quest, Q-Tip, West declaró: «Midnight Marauders, 'Electric Relaxation, Low End Theory: muchas de las melodías y el tipo de acordes que sampleaban... era lo que yo apuntaba para cuando hice The College Dropout. Cuando sentí que estaba en mi nivel más alto fue cuando estaba más cerca de un récord de Tribe. Entonces, una canción como Heard 'Em Say fue un logro para mí, incluso tener algo que se acercaba a lo que ellos hicieron». Otros músicos que West ha nombrado como inspiraciones generales incluyen a David Bowie, Miles Davis y Gil-Scott Heron. West fue mentoreado formativamente por el productor de Chicago No I.D., quien lo introdujo a la producción discográfica a principios de la década de 1990, lo que permitió a un West adolescente participar en las sesiones de grabación. West ha citado al productor y líder de Wu-Tang Clan, RZA, como una influencia prominente en su estilo. Dijo: "Mis amigos y yo hablamos de esto todo el tiempo... Creemos que Wu-Tang tuvo uno de los mayores impactos en cuanto a movimiento. Desde la jerga hasta el estilo de vestimenta, los skits, los samples. Similar al estilo [de producción] que utilizo, RZA ha estado haciendo eso". En su nombre, RZA ha respondido favorablemente a las comparaciones entre él y West. Dijo: "Todo bien. Tengo un gran respeto por Kanye. Se acercó a mí hace un año o dos. Me dio muchos elogios y bendiciones. Tenía mucho que decir sobre las cosas que hice... Es como cuando conocí a Isaac Hayes".
Los primeros sonidos de West estuvieron influenciados en gran medida por la música hip hop de la década de 1990, particularmente la de la costa este. A pesar de ser oriundo de Chicago, West expresó su preferencia por los artistas de Nueva York, adaptando tanto su lirismo como su sentido de la moda a raperos como Raekwon y Nas. Recordó: "Solía amar a gente como Wu-Tang Clan, Biggie y Nas, gente que vendía discos. Me gustaba Common, ya sabes, ya que él era de Chicago, pero quería vestirme como Nas". Con respecto a la producción, según No I.D., quien lo guio desde los 14 años, West "hacía ritmos poppish al estilo Puffy". Compartiendo sentimientos similares, el cantante, compositor y músico colaborador y amigo cercano de West, John Legend, lo describió una vez como "el rapero y productor con una sensibilidad abiertamente pop". West también afirma que solía hacer ritmos que recuerdan a Timbaland y DJ Premier. Junto con DJ Premier, la naturaleza conmovedora de sus primeras producciones tiene una influencia de Prince Paul, mientras que los ritmos de la caja de ritmos ligeramente fuera de lugar que creó para las pistas reflejan a J Dilla. Mientras hablaba sobre el difunto productor, West elogió la habilidad de Dilla con respecto a la batería. Afirmó: "Ese hombre era un genio. Cualquier cosa que pudiera hacer para modificar ese MPC en la forma en que trabajaba. Lo hizo de una manera diferente". West posteriormente desarrolló un estilo de producción de hip hop impulsado por coros melódicos y rítmicos derivados de samples de discos de soul clásicos. Tomaba canciones de los sonidos tradicionales del hip hop de la ciudad de Nueva York de principios de los noventa, con énfasis en samples en bucle infecciosas y tambores densos o percusión, y canalizaba la estética a través de la producción discográfica contemporánea mientras la pulía a un brillo pop.

## Vida personal

### Relaciones
West empezó una relación intermitente con la diseñadora Alexis Phifer en 2002 y se comprometieron en agosto de 2006. La pareja rompió su compromiso después de 18 meses en 2008. West empezó una relación con la modelo Amber Rose desde 2008 hasta el verano de 2010.
West comenzó a salir con la estrella de la telerrealidad y vieja amiga Kim Kardashian en abril de 2012. West y Kardashian se comprometieron en octubre de 2013, y se casaron el 24 de mayo de 2014 en Fort di Belvedere en Florencia, Italia. Su ceremonia privada fue objeto de cobertura generalizada de los medios y West tuvo problemas con esta representación de la pareja en los medios de comunicación. Tienen cuatro hijos: North West (nacida el 15 de junio de 2013), Saint West (nacido el 5 de diciembre de 2015), Chicago West (nacida el 15 de enero de 2018; gestada mediante vientre de alquiler dado que los embarazos anteriores de Kim habían sido de riesgo) y Psalm West (nacido el 10 de mayo de 2019; recurriendo a la gestación subrogada por segunda vez).
En abril de 2015, West y Kardashian viajaron a Armenia para bautizar a North en la Iglesia Apostólica Armenia en la Catedral de Santiago. El matrimonio y sus respectivas carreras se han traducido en una relación sujeta a una cobertura masiva de los medios de comunicación; The New York Times se refirió a su matrimonio como "una tormenta de nieve histórica de la celebridad". En enero de 2021 se hizo público que la pareja estaba considerando el divorcio. El 19 de febrero de 2021 se hizo público que Kardashian le había pedido formalmente el divorcio a West, el cual se hizo efectivo el 2 de marzo del 2022
Después del festival de Coachella de 2019, West dio a conocer su conversión al cristianismo, pues aseguró en una entrevista que Dios lo ayudó a superar sus adicciones a la pornografía y al sexo. Él se ha autollamado como un «cristiano renacido» y actualmente acude a la iglesia de manera continua. En 2019 publicó un álbum dedicado a Jesús, titulado “Jesus is King”.
En enero de 2022, la actriz Julia Fox confirmó en una entrevista que salía con West. West continuó diciendo que quería «recuperar a su familia» y arremetió públicamente contra la entonces pareja de su exesposa, el comediante Pete Davidson. Menos de dos meses después de confirmar su relación, Julia dijo que ella y West se habían separado, pero que seguían en buenos términos. Más tarde dijo que salió con West simplemente para «darle a la gente algo de qué hablar» durante la pandemia de COVID-19 y para «sacarle de encima a Kim».
En enero de 2023, se informó que West se había casado informalmente con la arquitecta australiana Bianca Censori, quien trabaja para la marca Yeezy de West, en una ceremonia privada en Beverly Hills. La ceremonia no tuvo validez legal; la pareja no solicitó una licencia de matrimonio. En respuesta a los viajes posteriores de West a Australia para visitar a la familia de Censori, el ministro australiano de Educación, Jason Clare, comentó que a West se le podría negar una visa debido a sus recientes comentarios antisemitas. El Consejo Ejecutivo del Judaísmo Australiano y la Comisión Antidifamación argumentaron además en contra de concederle la entrada a West. En abril de 2025, West afirmó en la canción «Bianca» que Censori lo había abandonado tras sus polémicos comentarios en Twitter, pero compartió una foto más tarde ese mes que mostraba que seguían juntos.

### Cambio de nombre
El 24 de agosto de 2021, West solicitó el cambio de su nombre legal de Kanye Omari West a Ye, sin segundo nombre ni apellido. Más tarde, el 18 de octubre del mismo año, se informó que la solicitud había sido concedida. West había manifestado su deseo de cambiar su nombre desde el 2018.

### Acusaciones de antisemitismo
En octubre de 2022, las redes sociales Instagram y Twitter restringieron las cuentas de West después que él publicara comentarios que fueron denunciados como antisemitas. El tuit en cuestión fue eliminado por violar las normas de la plataforma; en el mismo, West amenazaba a los judíos y señalaba: «han estado jugando conmigo e intentado excluir a cualquier que se opone a su agenda». Entre las consecuencias que ha sufrido West por estos comentarios, se encuentra que el banco Morgan Chase canceló la cuenta que tenía con ellos advirtiéndole que debía transferir ese dinero a otro banco. El 22 de octubre de 2022 Balenciaga decidía cortar toda relación con el rapero a través de un comunicado en el se citaba: «Balenciaga no tendrá ya ninguna relación ni ningún proyecto de futuro relacionado con ese artista». También marcas como Adidas han roto los contratos.
West ha tratado de limpiar su imagen. En sus redes sociales ha manifestado: «Perdí 2000 millones de dólares en un día y aún sigo vivo, este es un mensaje de amor, aún los amo, Dios aún los ama». Pidió disculpas declarando: «Cuando cuestioné la muerte de George Floyd, lastimé a mi gente. Quiero pedir disculpas. Porque Dios me ha mostrado, por lo que está haciendo Adidas, por lo que están haciendo los medios, cómo se siente tener una rodilla en mi cuello ahora». Y acerca de sus declaraciones antisemitas, manifestó el 28 de octubre del 2022: «...No me di cuenta de que era antisemita decir: ‘Oye, sabes, tengo un abogado judío. Tengo un sello discográfico judío. Tengo un contratista judío…’»
El 2 de diciembre de 2022, Twitter volvía a suspender su cuenta después de publicar un mensaje donde compartió una imagen en que aparecían una esvástica y una estrella de David entrelazadas. El día anterior, en una entrevista para el programa del teórico de la conspiración Alex Jones, afirmó en varias ocasiones que amaba a Adolf Hitler y a los nazis. Personas vinculadas profesionalmente con el artista en el pasado habían denunciado, en las semanas previas, la fascinación de West por Hitler.
En marzo de 2023, West declaró que está «en paz» nuevamente con los judíos después de ver la película 21 Jump Street con Jonah Hill. En diciembre de 2023 publicó una disculpa pública para la comunidad judía.
El 19 de enero de 2024, apareció en una publicación de Instagram con su compañero rapero JPEGMafia, luciendo una camiseta del músico neonazi Varg Vikernes. Un mes después, se quejó de que sus hijos estaban en una «escuela falsa» dirigida por «el sistema», y añadió: «A estas alturas, todo el mundo sabe qué significa 'el sistema'».

## Discografía
Álbumes de estudio:
- 2004: The College Dropout
- 2005: Late Registration
- 2007: Graduation
- 2008: 808s & Heartbreak
- 2010: My Beautiful Dark Twisted Fantasy
- 2013: Yeezus
- 2016: The Life of Pablo
- 2018: Ye
- 2019: Jesus is King
- 2021: Donda

Albumes Colaborativos
- 2011: Watch The Throne
- 2018: Kids see Ghosts
- 2024: VULTURES 1
- 2024: VULTURES 2

Albumes demo
- 2022: Donda 2

## Premios y nominaciones
Premios Grammy
| Año  | Categoría                                      | Trabajo                           | Resultado |
| 2022 |                                                |                                   |           |
| ---- | ---------------------------------------------- | --------------------------------- | --------- |
| 2022 | Álbum del año                                  | Donda (álbum)                     | Nominado  |
| 2022 | Mejor álbum de rap                             | Donda (álbum)                     | Nominado  |
| 2022 | Álbum del año                                  | Montero (álbum)                   | Nominado  |
| 2022 | Mejor interpretación de rap melódico           | Hurricane                         | Ganador   |
| 2022 | Mejor canción de rap                           | Jail                              | Ganador   |
| 2020 | Mejor Álbum de Música Cristiana Contemporánea  | Jesus is King                     | Nominado  |
| 2018 | Productor del año, no clásico                  | Productor del año, no clásico     | Nominado  |
| 2016 | Álbum del año                                  | Views                             | Nominado  |
| 2016 | Mejor interpretación de rap                    | Pop Style                         | Nominado  |
| 2016 | Mejor interpretación de rap                    | That Part                         | Nominado  |
| 2016 | Mejor interpretación de rap/sung               | Ultralight Beam                   | Nominado  |
| 2016 | Mejor canción de rap                           | Ultralight Beam                   | Nominado  |
| 2016 | Mejor interpretación de rap/sung               | Famous                            | Nominado  |
| 2016 | Mejor canción de rap                           | Famous                            | Nominado  |
| 2016 | Mejor álbum de rap                             | The Life of Pablo                 | Nominado  |
| 2015 | Álbum del año                                  | Beauty Behind the Madness         | Nominado  |
| 2015 | Mejor interpretación de rap                    | All Day                           | Nominado  |
| 2015 | Mejor canción de rap                           | All Day                           | Nominado  |
| 2015 | Mejor colaboración de rap/sung                 | One Man Can Change the World      | Nominado  |
| 2014 | Mejor colaboración de rap/sung                 | Bound 2                           | Nominado  |
| 2014 | Mejor canción de rap                           | Bound 2                           | Nominado  |
| 2013 | Mejor canción de rap                           | New Slaves                        | Nominado  |
| 2013 | Mejor álbum de rap                             | Yeezus                            | Nominado  |
| 2012 | Mejor canción de rap                           | Mercy                             | Nominado  |
| 2012 | Mejor interpretación de rap                    | Mercy                             | Nominado  |
| 2012 | Mejor interpretación de rap                    | N***s in Paris                    | Ganador   |
| 2012 | Mejor canción de rap                           | N***s in Paris                    | Ganador   |
| 2012 | Mejor colaboración de rap/sung                 | No Church in the Wild             | Ganador   |
| 2012 | Mejor video musical en formato corto           | No Church in the Wild             | Nominado  |
| 2011 | Canción del año                                | All of the Lights                 | Nominado  |
| 2011 | Mejor colaboración de rap/sung                 | All of the Lights                 | Ganador   |
| 2011 | Mejor canción de rap                           | All of the Lights                 | Ganador   |
| 2011 | Mejor canción de rap                           | Otis                              | Nominado  |
| 2011 | Mejor interpretación de rap                    | Otis                              | Ganador   |
| 2011 | Mejor álbum de rap                             | My Beautiful Dark Twisted Fantasy | Ganador   |
| 2011 | Mejor álbum de rap                             | Watch the Throne                  | Nominado  |
| 2010 | Mejor interpretación solista de rap            | Power                             | Nominado  |
| 2009 | Mejor canción de rap                           | Run This Town                     | Ganador   |
| 2009 | Mejor colaboración de rap/sung                 | Run This Town                     | Ganador   |
| 2009 | Mejor interpretación de rap por un dúo o grupo | Make Her Say                      | Nominado  |
| 2009 | Mejor interpretación de rap por un dúo o grupo | Amazing                           | Nominado  |
| 2009 | Mejor colaboración de rap/sung                 | Ego                               | Nominado  |
| 2009 | Mejor colaboración de rap/sung                 | Knock You Down                    | Nominado  |
| 2008 | Mejor colaboración de rap/sung                 | American Boy                      | Ganador   |
| 2008 | Canción del año                                | American Boy                      | Nominado  |
| 2008 | Mejor interpretación de rap por un dúo o grupo | Put On                            | Nominado  |
| 2008 | Mejor interpretación de rap por un dúo o grupo | Swagga Like Us                    | Ganador   |
| 2008 | Mejor canción de rap                           | Swagga Like Us                    | Nominado  |
| 2008 | Álbum del año                                  | Tha Carter II                     | Nominado  |
| 2007 | Álbum del año                                  | Graduation                        | Nominado  |
| 2007 | Mejor álbum de rap                             | Graduation                        | Ganador   |
| 2007 | Mejor canción de rap                           | Can't Tell Me Nothing             | Nominado  |
| 2007 | Mejor canción de rap                           | Good Life                         | Ganador   |
| 2007 | Mejor colaboración de rap/sung                 | Good Life                         | Nominado  |
| 2007 | Mejor interpretación de rap por un dúo o grupo | Southside                         | Ganador   |
| 2007 | Mejor interpretación de rap por un dúo o grupo | Better Than I've Ever Been        | Nominado  |
| 2007 | Mejor interpretación solista de rap            | Stronger                          | Ganador   |
| 2005 | Mejor interpretación solista de rap            | Gold Digger                       | Ganador   |
| 2005 | Grabación del año                              | Gold Digger                       | Nominado  |
| 2005 | Mejor canción de rap                           | Diamonds from Sierra Leone        | Ganador   |
| 2005 | Mejor álbum de rap                             | Late Registration                 | Ganador   |
| 2005 | Álbum del año                                  | Late Registration                 | Nominado  |
| 2005 | Álbum del año                                  | The Emancipation of Mimi          | Nominado  |
| 2005 | Mejor colaboración de rap/sung                 | They Say                          | Nominado  |
| 2005 | Mejor canción de R&B                           | Unbreakable                       | Nominado  |
| 2004 | Mejor canción de R&B                           | You Don't Know My Name            | Ganador   |
| 2004 | Mejor canción de rap                           | Jesus Walks                       | Ganador   |
| 2004 | Canción del año                                | Jesus Walks                       | Nominado  |
| 2004 | Mejor álbum de rap                             | The College Dropout               | Ganador   |
| 2004 | Álbum del año                                  | The College Dropout               | Nominado  |
| 2004 | Álbum del año                                  | The Diary of Alicia Keys          | Nominado  |
| 2004 | Mejor interpretación solista de rap            | Through the Wire                  | Nominado  |
| 2004 | Mejor colaboración de rap/sung                 | Slow Jamz                         | Nominado  |
| 2004 | Mejor colaboración de rap/sung                 | All Falls Down                    | Nominado  |
| 2004 | Mejor artista nuevo                            | Mejor artista nuevo               | Nominado  |